# Hugo Resende
Hugo Resende (Rio de Janeiro, 15 de janeiro de 1976) é um ator brasileiro.

## Filmografia

### Televisão
| Ano     | Título                       | Personagem                                | Nota                                            |
| ------- | ---------------------------- | ----------------------------------------- | ----------------------------------------------- |
| 2025    | Arcanjo Renegado             | Cuco                                      | Temporada 4                                     |
| 2025    | Dona de Mim                  | Alan Barbosa                              |                                                 |
| 2023    | Terra e Paixão               | Delegado Ayres                            | Episódios: "27–29 de julho"                     |
| 2022    | Além da Ilusão               | Gaspar                                    |                                                 |
| 2020    | Malhação: Toda Forma de Amar | Petrônio                                  |                                                 |
| 2019    | Órfãos da Terra              | Amin                                      |                                                 |
| 2018    | Malhação: Vidas Brasileiras  | Edson                                     |                                                 |
| 2016    | A Lei do Amor                | Jaílson (Fininho)                         |                                                 |
| 2015    | A Regra do Jogo              | Miltinho                                  |                                                 |
| 2013    | Amor à Vida                  | Jonathan                                  |                                                 |
| 2013    | O Dentista Mascarado         | Claudius                                  | Episódio: "24 de maio"                          |
| 2012    | Salve Jorge                  | Claudionor                                |                                                 |
| 2012    | Cheias de Charme             | Marçal                                    |                                                 |
| 2011    | Vidas em Jogo                | Jorge                                     |                                                 |
| 2011    | Tapas & Beijos               | Paulo (Paulão)                            | Episódio: "A Morte"                             |
| 2011    | Batendo Ponto                | Bina                                      | Episódio: "Como Não Contratar um Funcionário"   |
| 2011    | Malhação                     | Dênis                                     |                                                 |
| 2010    | Ti Ti Ti                     | Biscoito                                  |                                                 |
| 2010    | S.O.S. Emergência            | Jackson                                   | Episódio: "Um Paciente Indigesto"               |
| 2009    | Viver a Vida                 | Marcelo (Marcelão)                        |                                                 |
| 2008    | A Turma do Didi              | Igor                                      |                                                 |
| 2008    | Guerra e Paz                 | Edmundo                                   | Episódio: "Machos e Fêmea"                      |
| 2008    | Beleza Pura                  | Paulo                                     |                                                 |
| 2008    | Faça Sua História            | Marcos                                    | Episódios: "Olho de Sogra" "O Feitiço da Cueca" |
| 2007    | Duas Caras                   | Matheus/Edmundo                           |                                                 |
| 2007    | Sete Pecados                 | Ronaldo                                   |                                                 |
| 2006    | Pé na Jaca                   | Robert                                    |                                                 |
| 2006    | Cobras & Lagartos            | Montanha                                  |                                                 |
| 2005    | Os Amadores                  | Léo                                       | Episódio de fim de ano                          |
| 2005    | Belíssima                    | Cláudio (Claudinho)                       |                                                 |
| 2000–01 | Planeta Xuxa                 | Papaquito (Canalha) (assistente de palco) |                                                 |

### Cinema
| Ano  | Título                 | Personagem | Nota           |
| ---- | ---------------------- | ---------- | -------------- |
| 2000 | Xuxa Popstar           | Modelo     | Figuração      |
| 2012 | A Promessa de Gerônimo | Xavier     | Curta-metragem |